# 김정수 (e스포츠인)
김정수(1988년 6월 17일 ~ )는 대한민국의 프로게임단 지도자이다. 현재 Gen.G 소속 리그 오브 레전드 부문 감독이다.

## 지도자 생활
2014년 8월, 큐빅의 코치로 부임하면서 프로 커리어를 시작했다.
2015년 1월, 오마이 드림의 코치로 부임했다.
2016시즌을 앞두고 삼성 갤럭시의 코치로 부임했다.
2017시즌을 앞두고 팀 디그니타스의 코치로 부임했다.
2017년 3월, 롱주 게이밍의 코치로 부임했다. 2017시즌 종료 후 팀에서 퇴단했다.
2018년 5월, 인빅투스 게이밍의 감독으로 부임했다. 서머 시즌 팀의 준우승에 기여했다. 리그 오브 레전드 월드 챔피언십 2018에 참가했으며 팀의 롤드컵 우승에 기여했다.
2019시즌을 앞두고 담원 게이밍의 코치로 부임했다.
2020시즌을 앞두고 T1의 감독으로 부임했다. 스프링 시즌 팀의 우승에 기여했다. 하지만 롤드컵 진출에 실패했으며 이후 감독직에서 물러났다.
2021시즌을 앞두고 BLG 핑안은행의 감독으로 부임했다. 이후 퇴단했다.
2022시즌을 앞두고 DRX의 감독으로 부임했다. 하지만 2022년 1월 19일에 치러지는 농심 레드포스와의 경기를 앞두고 돌연 로스터에서 말소되었다. 이후 2022년 2월 4일, DRX와의 계약이 해지되었다.
2024시즌을 앞두고 Gen.G의 감독으로 부임했다.

## 소속팀
| #  | 팀명            | 직책 | 소속 기간             | 소속 리그 | 비고 |
| -- | --------------- | ---- | --------------------- | --------- | ---- |
| 1  | 빅파일 미라클   | 코치 | 2014.08~2015.01.05    | LCK       |      |
| 2  | 오마이드림      | 코치 | 2015.01~2015.11.23    | LPL       |      |
| 3  | 삼성 갤럭시     | 코치 | 2015.12.01~2016.11.30 | LCK       |      |
| 4  | 팀 디그니타스   | 코치 | 2016.12.06~2017.03.01 | LCS       |      |
| 5  | 롱주 게이밍     | 코치 | 2017.03.01~2017.11.21 | LCK       |      |
| 6  | 인빅투스 게이밍 | 감독 | 2018.05.21~2018.11.18 | LPL       |      |
| 7  | 담원 게이밍     | 코치 | 2018.11.22~2019.11.23 | LCK       |      |
| 8  | T1              | 감독 | 2019.11.26~2020.09.13 | LCK       |      |
| 9  | BLG 핑안은행    | 감독 | 2020.11.18~2021.11.19 | LPL       |      |
| 10 | DRX             | 감독 | 2021.12.04~2022.02.04 | LCK       |      |
| 11 | Gen.G           | 감독 | 2023.11.29~           | LCK       |      |

## 수상 내역
- 리그 오브 레전드 챔피언스 코리아 서머 2017 우승
- 리그 오브 레전드 월드 챔피언십 2017 8강
- 리그 오브 레전드 프로리그 서머 2018 준우승
- 리그 오브 레전드 월드 챔피언십 2018 우승
- 리그 오브 레전드 챔피언스 코리아 스프링 2020 우승
- 리그 오브 레전드 챔피언스 코리아 스프링 2020 Best Coach